# 시즈오카현 동부 지진
시즈오카현 동부 지진(일본어: 静岡県東部地震)은 2011년 3월 15일 22시 31분 46초에 일본 시즈오카현 동부를 진원으로 일어난 규모 M6.4의 지진이다. 그냥 시즈오카 동부 지진(일본어: 静岡東部地震) 또는 시즈오카 지진(일본어: 静岡地震)로도 불린다. 시즈오카현 후지노미야시에서 최대진도 6강을 관측하였다.
시즈오카현 동부 후지산 남쪽 기슭을 진원으로 하는 지진으로 대륙판 내부 지진이지만 과거엔 활단층이 없던 곳으로 알려져 있던 곳이었다. 최대진도는 6강으로 일본 방재과학기술연구소에서 설치한 후지노미야 지진계에서 1,076gal을 기록하였다. 이 지진으로 일본 국토지리원 검사 결과 시즈오카현 스소노시가 서쪽으로 1-3cm 이동한 것으로 관측하였다. 또한 후지산 5부능선 근처에 길이 20cm의 균열이 생겨 산사태 우려로 정기 검사를 받고 있다.

## 각지의 진도

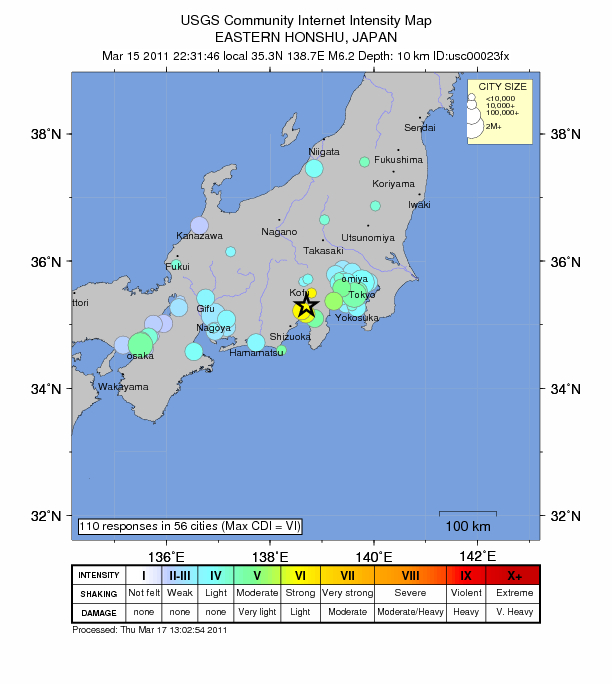
메르칼리 진도 계급에 따른 각지의 진도 분포도.

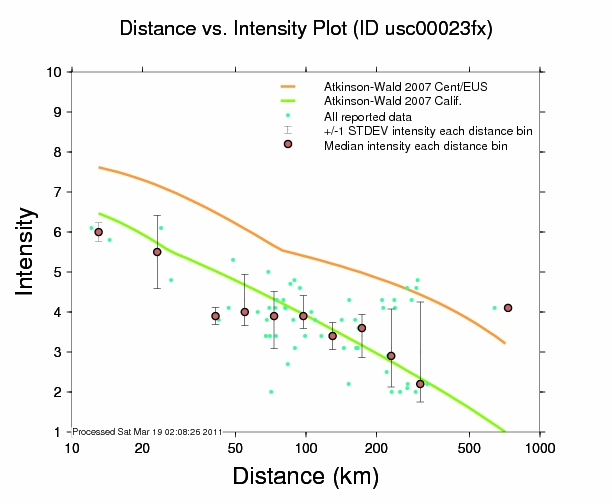
진앙에서의 거리에 따른 메르칼리 진도 계급 변화도.

진도4 이상의 진동을 관측한 곳은 다음과 같다.
| 진도 | 도도부현   | 시구정촌 |
| ---- | ---------- | --- |
| 6강  | 시즈오카현 | 후지노미야시 |
| 5강  | 야마나시현 | 후지카와구치코정 야마나카코촌 오시노촌 |
| 5약  | 가나가와현 | 야마키타정 오다와라시 |
| 5약  | 야마나시현 | 나루사와촌 후지요시다시 이치카와미사토정 미나미알프스시 미노부정 |
| 5약  | 시즈오카현 | 오야마정 고텐바시 후지시 |
| 4    | 지바현     | 미나미보소시 교난정 다테야마시 |
| 4    | 도쿄부     | 고쿠분지시 마치다시 |
| 4    | 가나가와현 | 사가미하라시(미도리구 주오구) 기요카와촌 아이카와정 가이세이정 마쓰다정 오이정 나카이정 미나미아시가라시 이세하라시 아쓰기시 하다노시 니노미야정 사무카와정 아야세시 에비나시 지가사키시 히라쓰카시 가와사키시(나카하라구) 요코하마시(이즈미구 세야구 미도리구 고난구 도쓰카구 고호쿠구 호도가야구 미나미구 나카구 니시구) |
| 4    | 야마나시현 | 니시카쓰라정 우에노하라시 오쓰키시 쓰루시 후지카와정 주오시 고슈시 호쿠토시 후에후키시 쇼와정 난부정 하야카와정 고후시 |
| 4    | 나가노현   | 스와시 |
| 4    | 시즈오카현 | 시즈오카시(시미즈구 아오이구 스루가구) 후지에다시 나가이즈미정 시미즈정 스소노시 미시마시 누마즈시 이즈노쿠니시 간나미정 아타미시 |

북쪽으로는 미야기현 도메시와 야마가타현 아쿠미군 유자정까지, 서쪽으로는 시마네현 이즈모시까지 진도1 이상의 진동을 느끼는 등 일본 도호쿠에서 주고쿠 사이 넓은 영역에서 진도1 이상의 지진동을 감지했다.

## 피해
진도6강을 느낀 후지노미야시와 그외 시즈오카현 여러 지역이 피해를 입었다. 시즈오카현 위기관리부의 발표에선 시즈오카현 내에서 2명 중상, 48명 경상의 부상자가 나왔다고 발표했다. 또한 진도5강을 느낀 야마나시현에서도 후지요시다시과 미나미알프스시를 중심으로 수명의 부상자가 나왔다. 후지노미야시에서만 400명 가량이, 인접한 후지시에서도 118명이 피난하였다. 또한 후지노미야시는 지진으로 임시 정전되어 22,000가구 이상이 피해를 입었다.
또한 시즈오카현 내에서만 주택 327채가 붕괴되었다. 현내에서 고등학교 및 특별지원학교 17개소가 피해를 입었다.

## 타 지진과의 관련성

### 도카이 지진과의 연관성
일본 지진조사연구추진본부에선 지진 발생 다음날인 3월 16일 임시 회의를 열고 도카이 지진과의 관련성을 조사하였다. 조사 결과 '도카이 지진이 올 것으로 예상되는 지역에 일어난 지진이나 도카이 지진과는 서로 다른 진원 단층이나 형태로 일어난 지진'으로 도카이 지진과의 관련성은 없다고 결론내렸다. 지질구조 및 판구조론 측면에서 볼때 시즈오카현 동부 지진은 횡단층의 대륙판내 지진이었으나 도카이 지진은 해구형지진으로 서로 다른 지진이라는 점이 꼽혔다.
추진본부 위원장인 아베 린조는 시즈오카현 동부 지진과 도카이 지진은 '서로 다른 매커니즘으로 일어나는 지진'으로 두 지진과의 연관성을 부인하였다. 또한 일본 기상청이 설치한 관측 결과 분석에서도 지반왜곡 측정기가 도카이 지진과 직접적으로 연관되었음을 알려주는 값으로 나오지 않았다고 말했다.

### 동일본대지진과의 연관성
일본 기상청은 4일 전 일어난 도호쿠 지방 태평양 해역 지진(동일본대지진)과의 연관성에 대해 '지진의 매커니즘 및 진원역이 서로 달라 직접적인 연관성은 없어 (여진은 아닌 것으로) 생각되나 그 이상은 단언할 수 없다고 말했다.
지진조사연구추진본부의 조사 결과, 동일본대지진은 '동서 방향으로는 늘어나는 방향으로, 남북 방향으로는 압축되는 방향으로의 변형'을 광역적으로 주고 있으며 동일본대지진과 연관되지 않았다고 말할수는 없다는 결론을 내렸다. 위원장인 아베 린조는 '구체적인 관련성에 대해선 말할 수 없다'고 하면서도 '규모 9.0은 매우 큰 규모로 어떤 방식으로든 연관이 되어 있을 것이라 추정하고 있다고 말했다. 또한 위원장은 '거대한 해구형지진 발생 전후 피해가 큰 내륙형지진이 많이 일어나는 것은 알려져 있다'며 직접적인 관련은 없어도 1948년 후쿠이 지진과 같이 내륙 지진이 많이 일어날 수 있다며 주의해야 한다고 말했다.

### 후지산 분화와의 연관성
화산분화예지연락회 부회장인 나카다 세쓰야는 진원은 후지산 마그마방 바로 아래인 산 정상 남쪽 4km, 깊이 15km 지점에 일어난 것과 관련해 '그 때 후지산이 분화하지 않았다는 것이 이상할 정도이다'라고 말했다. 또한 역사적으로 20세기 이후 규모 M9.0 지진이 일어난 후 근처에서 화산 폭발이 반드시 일어났다며 이에 우려를 표하기도 했다. 지바 대학 준교수인 사쿠이 마사시는 헤이세이 시대 이후 일어나지 않은 대규모 지진 및 분화는 후지산 분화 및 도카이·도난카이·난카이 연동지진 정도이다라고 밝혔다.

## 같이 보기
- 일본의 지진 목록